# Dry martini
Dry martini er en klassisk cocktail, der indeholder gin og tør hvid vermouth serveret i et isafkølet cocktailglas, der har en indtil 10 centiliter stor kegleformet skål på en slank stilk og stabil fod.
Forholdet mellem gin og vermouth variererer efter smag og tradition. Typisk tilsættes i et mixerglas halvt fyldt med is et stænk Orange bitter, 1 del tør hvid vermouth og 2 til 5 dele gin. Det omrøres og serveres gennem en strainer i et koldt cocktailglas. Til sidst presses nogle dråber olie fra en citronskræl i.
Feinschmeckere ynder dog at gøre deres dry martini ekstra tør, og forholdet 1 del vermouth til 7 dele gin er ikke ukendt. Der er udbredt uenighed om hvorvidt cocktailen skal garneres - og om det i så fald skal være med oliven, citronskræl eller perleløg. Æstetisk bør en dry martini fremtræde kold og klar med en fin, ren og fyldig aroma.
En dry martini regnes som velkomstdrinkenes konge.  

## Oprindelse
Ifølge bogen Stirred – not shaken af John Doxat er cocktailen skabt til John D. Rockefeller af bartenderen Martini di Arma di Taggia på Knickerbocker Hotel i New York i 1912. Men der findes ældre kilder, der omtaler en drink Martinez, og en dry martini anses for at være en videreudvikling af den.
Cocktailen Martinez blev skabt af Jerry Thomas, der var en berømt bartender ved Occidental Hotel i San Francisco midt i 1800-tallet. En gæst, der skulle rejse til byen Martinez i Californien, kom ind på baren, smed en guldklump på bardisken og ønskede en speciel drink. Jerry Thomas mixede den af Old Tom gin, vermouth, bitter og Maraschino og kaldte den en Martinez som en hyldest til gæstens forestående rejsemål.
I den amerikanske The Bar-tenders's Guide fra 1887 står følgende opskrift på en Martinez:
"Use small bar glass
One dash bitters
Two dashes Maraschino
One wineglass of vermouth
Two small lumps of ice
One pony of Old Tom gin
SHAKE up thoroughly, and strain into a large cocktail glass.
Put a quarter of a slice of lemon in the glass, and serve.
If the guest prefers it very sweet, add two dashes of gum syrup"

## Varianter
Forholdet mellem gin og vermouth varierer, og der er pudsige eksempler på helt specielle og noget excentriske fremgangsmåder. I John Doxats bog nævnes bl.a. disse:
- Én bartender nøjes med at bukke i retning af Frankrig, mens han rører i glasset med gin og is
- En anden finder det tilstrækkeligt at lade en vermouthflaske glide over glasset med gin og is

Doxat selv anbefaler, at man hælder 8 cl vermouth i et mixerglas halvt fyldt med is. Det får lov at synke til bunds i glasset, hvorefter man hælder det ud igen. Så fyldes glasset med 6 cl gin pr. person, der røres i ca. 30 sekunder, og der serveres gennem straineren i iskolde glas. Der skulle med denne fremgangmåde hænge så meget vermouth på isklumperne, at cocktailen får forholdet 1 del vermouth og 11 dele gin – en meget, meget tør dry martini.
Den engelske bartenderunion, United Kingdom Bartenders Guild, giver følgende opskrift på en rigtig tør dry martini: 9 cl gin hældes direkte i et isafkølet cocktailglas. Heri dryppes 2 til 3 dråber ekstra tør vermouth. Nogle få dråber saft fra en citronskræl dryppes i, hvorefter randen af glasset gnides med skrællen.
Fra filmene om den engelske efterretningsagent James Bond kendes en anden variant af tilberedelsen af en martini, der er udødeliggjort med de berømte ord: "Shaken, not stirred", men det anses ikke for god tone at shake en dry martini, idet mængden af vand, der afgives fra isen, gør cocktailen for tynd.
Men så drikker James Bond på den anden side heller ikke dry martini – han drikker varianten med vodka, vodka martini.

## Kuriosa
Fra den amerikanske forfatterinde Dorothy Parker kendes dette lille digt:
"I love to drink martinis.
Two at the very most.
Three I'm under the table.
Four I'm over the host!"
Den amerikanske forfatter, skuespiller og filmskaber, Robert Benchley, er kendt for disse udødelige ord:
"Why don't you slip out of those wet clothes and into a dry martini?"
George Burns er kendt for dette citat:
"I never go jogging, it makes me spill my martini"
Fra Jackie Gleason kommer citatet:
"A man must defend his home, his wife, his children and his martini"
Man sagde om Dean Martin, at han altid bestilte gin og en telefon, hvorefter han ringede til sin kone og bad hende hviske "vermouth", mens han holdt røret hen over glasset.
Blandt andre kendte nydere af en dry martini er Humphrey Bogart, Winston Churchill, Richard Nixon, W.C. Fields, Mae West, Ian Fleming, Ernest Hemingway, Gerald Ford og George Bush Sr..